# Volvo Ocean Race 2017-2018
De Volvo Ocean Race 2017-18 was de dertiende editie van de Volvo Ocean Race. De start van de zeilrace om de wereld vond plaats met een havenrace op 14 oktober 2017 in de Spaanse stad Alicante. Na 11 etappes en 11 havenraces zijn de boten op 30 juni 2018 gefinished in Den Haag, nabij de haven van Scheveningen.

## Boot

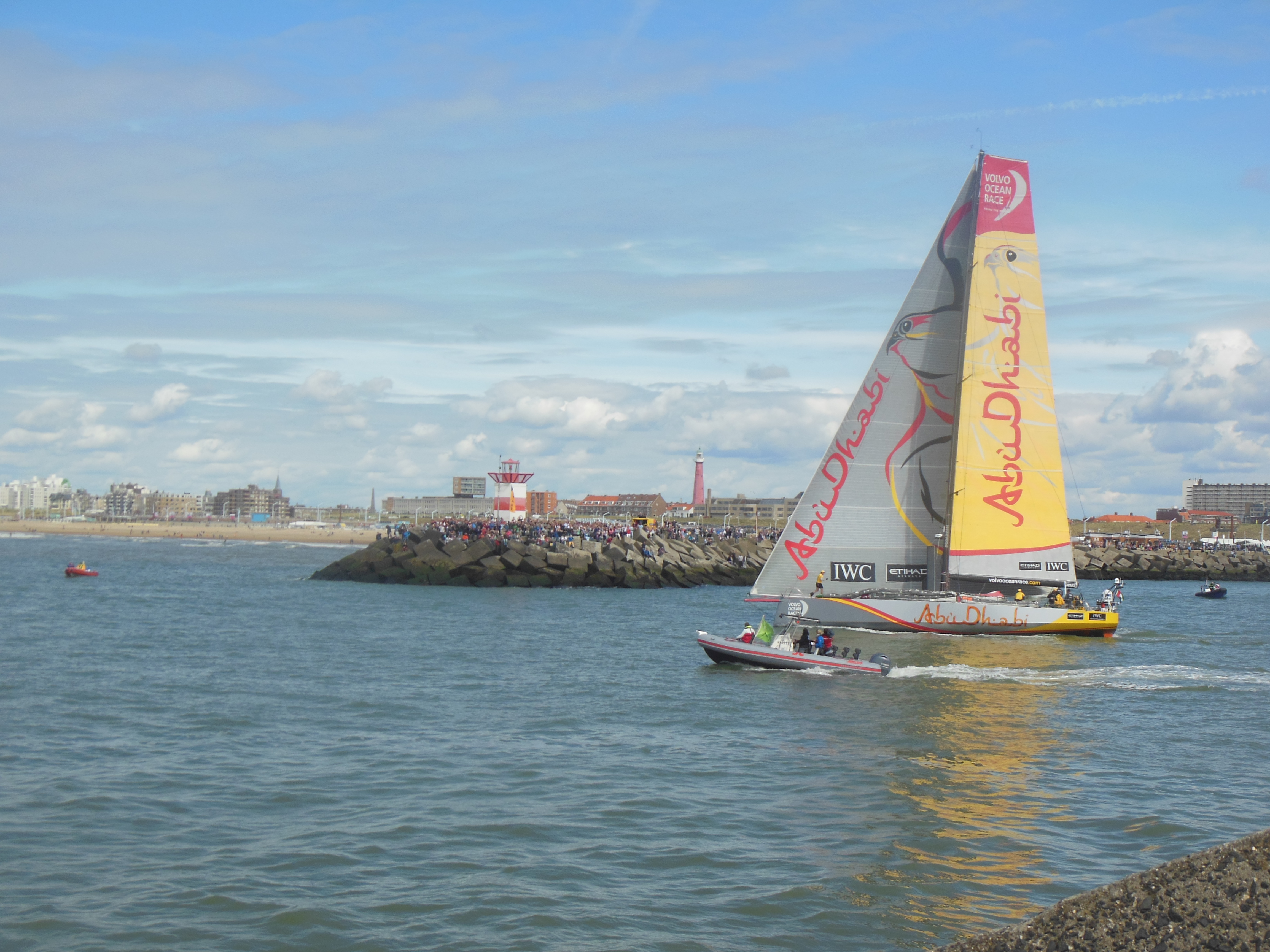
De Volvo Ocean 65 waarmee gevaren wordt.

Voor de editie van 2017-2018 wordt van dezelfde boten gebruikgemaakt als gebruikt voor de Volvo Ocean Race 2014-2015. Hierdoor wordt de race wederom een eenheidsklasse: alle teams gebruikten exact dezelfde boot. Er wordt gevaren met de Volvo Ocean 65, ook wel Volvo One-Design genoemd. De Volvo Ocean 65 is ontworpen door Farr Yacht Design, nadat zorgen waren ontstaan over de veiligheid van de voorganger, de Volvo Open 70. De organisatie heeft naast de zeven bestaande boten nog een extra boot laten bouwen welke wordt bevaren door Team AkzoNobel. Echter zijn er maar 7 boten aan de race gestart.

## Deelnemers
De volgende teams zijn bevestigd:
| Team                     | Nationaliteit               | Schipper                      |
| ------------------------ | --------------------------- | ----------------------------- |
| Team AkzoNobel           | Nederland                   | Simeon Tienpont Brad Jackson* |
| Dongfeng Race Team       | China                       | Charles Caudrelier            |
| MAPFRE                   | Spanje                      | Xabier Fernández              |
| Vestas 11th Hour Racing  | Denemarken Verenigde Staten | Charlie Enright               |
| Sun Hung Kai/Scallywag   | Hongkong                    | David Witt                    |
| Turn the Tide on Plastic | Portugal Verenigde Naties   | Dee Caffari                   |
| Team Brunel              | Nederland                   | Bouwe Bekking                 |

- Schipper Simeon Tienpont werd kort voor de aanvang van de eerste haven race ontslagen door AkzoNobel.[10] Hij werd vervangen door Brad Jackson. Echter na protest bij het Nederlands Arbitrage Instituut -dat hem gelijk gaf- stond Tienpont alsnog aan het roer van de eerste etappe.[11]

## Route
De race wordt gevaren rond de wereld in 11 etappes en 11 havenraces. In totaal wordt in 8 maanden tijd ongeveer 45.000 zeemijl of 83.000 kilometer afgelegd. Als laatste stad werd Melbourne aan de route toegevoegd. Deze stad krijgt echter geen in-port race. Naast de etappeplaatsen is er in etappe 11 een fly-by toegevoegd, waardoor de route langs de Deense stad Aarhus leidt. De race eindigt in Den Haag.
Voor de officiële start van de race, vond er een proloog plaats van Lissabon naar Alicante, die vanwege weersomstandigheden werd ingekort tot Cabo de Gata. Deze proloog werd gewonnen door MAPFRE. De exacte route van de eerste etappe werd enkele dagen voor de start bekendgemaakt, waarbij gekozen is voor een variant waarbij de boten rondom het eiland Porto Santo in de Atlantische Oceaan moeten varen.
| Type       | Startdatum       | Start      | Finish     | Afstand    |
| ---------- | ---------------- | ---------- | ---------- | ---------- |
| Havenrace  | 14 oktober 2017  | Alicante   | Alicante   | Alicante   |
| Etappe 1   | 22 oktober 2017  | Alicante   | Lissabon   | 1450 nm    |
| Havenrace  | 3 november 2017  | Lissabon   | Lissabon   | Lissabon   |
| Etappe 2   | 5 november 2017  | Lissabon   | Kaapstad   | 7.000 nm   |
| Havenrace  | 8 december 2017  | Kaapstad   | Kaapstad   | Kaapstad   |
| Etappe 3   | 10 december 2017 | Kaapstad   | Melbourne  | 6.500 nm   |
| Etappe 4   | 2 januari 2018   | Melbourne  | Hong Kong  | 6.000 nm   |
| Havenrace  | 27 januari 2018  | Hong Kong  | Hong Kong  | Hong Kong  |
| Eilandrace | 28 januari 2018  | Hong Kong  | Hong Kong  | Hong Kong  |
| Etappe 5   | 1 februari 2018  | Hong Kong  | Hong Kong  | 100 nm     |
| Havenrace  | 3 februari 2018  | Guangzhou  | Guangzhou  | Guangzhou  |
| Etappe 6   | 7 februari 2018  | Hong Kong  | Auckland   | 6.100 nm   |
| Havenrace  | 10 maart 2018    | Auckland   | Auckland   | Auckland   |
| Etappe 7   | 18 maart 2018    | Auckland   | Itajaí     | 7.600 nm   |
| Havenrace  | 20 april 2018    | Itajaí     | Itajaí     | Itajaí     |
| Etappe 8   | 22 april 2018    | Itajaí     | Newport    | 5.700 nm   |
| Havenrace  | 19 mei 2018      | Newport    | Newport    | Newport    |
| Etappe 9   | 20 mei 2018      | Newport    | Cardiff    | 3.300 nm   |
| Havenrace  | 8 juni 2018      | Cardiff    | Cardiff    | Cardiff    |
| Etappe 10  | 10 juni 2018     | Cardiff    | Gothenburg | 1.300 nm   |
| Havenrace  | 17 juni 2018     | Gothenburg | Gothenburg | Gothenburg |
| Etappe 11  | 21 juni 2018     | Gothenburg | Den Haag   | 1.700 nm   |
| Havenrace  | 30 juni 2018     | Den Haag   | Den Haag   | Den Haag   |

## Reglementswijzigingen
Puntentelling
De puntentelling kent een aantal wijzigingen ten opzichte van het voorgaande jaar. Zo krijgt dit jaar de winnaar de meeste punten, in plaats van de minste en draait het klassement om het zoveel mogelijk punten verkrijgen. Tevens zijn er extra punten te verdienen, waaronder het eerst ronden van Kaap Hoorn. De extra punten zijn geïntroduceerd om zo te pogen de race spectaculairder te maken en risico's te belonen. Blijvend is dat de uitslagen in de havenraces niet meetellen voor het eindklassement, maar daarvoor een apart klassement geldt. Bij een gelijke eindstand in het algemeen klassement geven de prestaties in de havenraces de doorslag.
Teamsamenstelling
Teams kunnen uit een verschillend aantal mensen bestaan. Dit heeft te maken met het aantal mannen of vrouwen dat aan boord zijn. Vooraf is er bepaald dat er uit een aantal samenstellingen gekozen kan worden. De samenstelling mag een team per etappe aanpassen. Bij de havenrace moet er van een samenstelling gebruik worden gemaakt die in de etappe ervoor of erna ook wordt gebruikt. De mogelijke samenstellingen zijn:
| Mannen | Vrouwen | Totaal |
| ------ | ------- | ------ |
| 7      | 0       | 7      |
| 7      | 1 of 2  | 8 of 9 |
| 5      | 5       | 10     |
| 1 of 2 | 7       | 8 of 9 |
| 0      | 11      | 11     |

## Uitslagen

### Klassement
|                             | Etappe 1 - | Etappe 2 - | Etappe 3* - | Etappe 4 - | Etappe 5 - | Etappe 6 - | Etappe 7* - | Etappe 8 - | Etappe 9* - | Etappe 10 - | Etappe 11 - | Bonus- punten | Punten |
| --------------------------- | ---------- | ---------- | ----------- | ---------- | ---------- | ---------- | ----------- | ---------- | ----------- | ----------- | ----------- | ------------- | ------ |
| Dongfeng Race Team          | 3          | 2          | 2           | 2          | ***        | 4          | 2           | 4          | 3           | 4           | 1           | 2             | 73     |
| MAPFRE                      | 2          | 1          | 1           | 4          | ***        | 3          | 5           | 1          | 5           | 2           | 3           | 3             | 70     |
| Team Brunel                 | 6          | 4          | 4           | 5          | ***        | 6          | 1           | 2          | 1           | 1           | 4           | 4             | 69     |
| Team AkzoNobel              | 4          | 5          | 7           | 3          | ***        | 1          | 3           | 5          | 2           | 3           | 2           | 1             | 59     |
| Vestas 11th Hour Racing     | 1          | 3          | 3           | DNF**      | DNS***     | DNS****    | DNF*****    | 3          | 4           | 6           | 7           | 1             | 39     |
| Turn the Tide on Plastic    | 7          | 7          | 6           | 6          | ***        | 5          | 4           | 6          | 6           | 5           | 5           | -             | 32     |
| Team Sun Hung Kai/Scallywag | 5          | 6          | 5           | 1          | ***        | 2          | DNF******   | 7          | 7           | 7           | 6           | 1             | 32     |

### Havenwedstrijden
|                             | Alicante | Lissabon | Kaapstad | Hong Kong | Guangzhou | Auckland | Itajaí    | Newport | Cardiff | Gothenburg | Den Haag | Punten |
| --------------------------- | -------- | -------- | -------- | --------- | --------- | -------- | --------- | ------- | ------- | ---------- | -------- | ------ |
| MAPFRE                      | 1        | 2        | 2        | 2         | 1         | 3        | 1         | 2       | 2       | 3          | 5        | 64     |
| Dongfeng Race Team          | 2        | 3        | 1        | 1         | 6         | 1        | 3         | 5       | 1       | 7          | 2        | 56     |
| Team Brunel                 | 4        | 1        | 6        | 4         | 2         | 5        | 5         | 1       | 3       | 6          | 1        | 50     |
| Team AkzoNobel              | 6        | 4        | 3        | 3         | 3         | 2        | 2         | 6       | 4       | 2          | 3        | 50     |
| Vestas 11th Hour Racing     | 3        | 5        | 4        | DNS       | DNS       | 4        | 6         | 3       | 5       | 1          | 6        | 35     |
| Turn the Tide on Plastic    | 7        | 7        | 5        | 6         | 5         | 7        | 4         | 7       | 7       | 4          | 4        | 25     |
| Team Sun Hung Kai/Scallywag | 5        | 6        | 7        | 5         | 4         | 6        | DNS****** | 4       | 6       | 5          | 7        | 25     |

* Bij etappe 3, 7 en 9 worden dubbele punten uitgedeeld.

** Door een aanvaring met een vissersboot (waarbij een dode viel) op 30 mijl van de finish is Vestas 11th Hour Racing op 19 januari 2018 uitgevallen in etappe 4.

*** Etappe 5 was een korte etappe om te verplaatsen. Alle deelnemers kregen standaard hiervoor 1 punt. Vestas kon vanwege een kapotte boot niet deelnemen en ontving hierdoor geen punt.

**** Vestas 11th Hour Racing had de boot nog niet voldoende hersteld, waardoor het niet mee kon doen aan de etappe en havenraces en zodoende geen punten behaalde.

***** Vestas 11th Hour Racing heeft de finish in de 7e etappe niet gehaald door materiaalpech.

****** Zeiler John Fischer viel tijdens de etappe midden op de Grote oceaan overboord en werd niet teruggevonden. Na de zoekactie besloot Team Sun Hung Kai/Scallywag die etappe op te geven en niet deel te nemen aan de havenrace van Itajaí.

## Organisatie
De organisatie van de havenrace in Den Haag ontving een subsidie van € 1.500.000 van het Ministerie van VWS, in het kader van de subsidieregeling van topsportevenementen.
1973-1974 ·
1977-1978 ·
1981-1982 ·
1985-1986 ·
1989-1990 ·
1993-1994 ·
1997-1998 ·
2001-2002 ·
2005-2006 ·
2008-2009 ·
2011-2012 ·
2014-2015 · 
2017-2018 · 
2023
Nederland in de The Ocean Race